# سرود ملی جمهوری آذربایجان

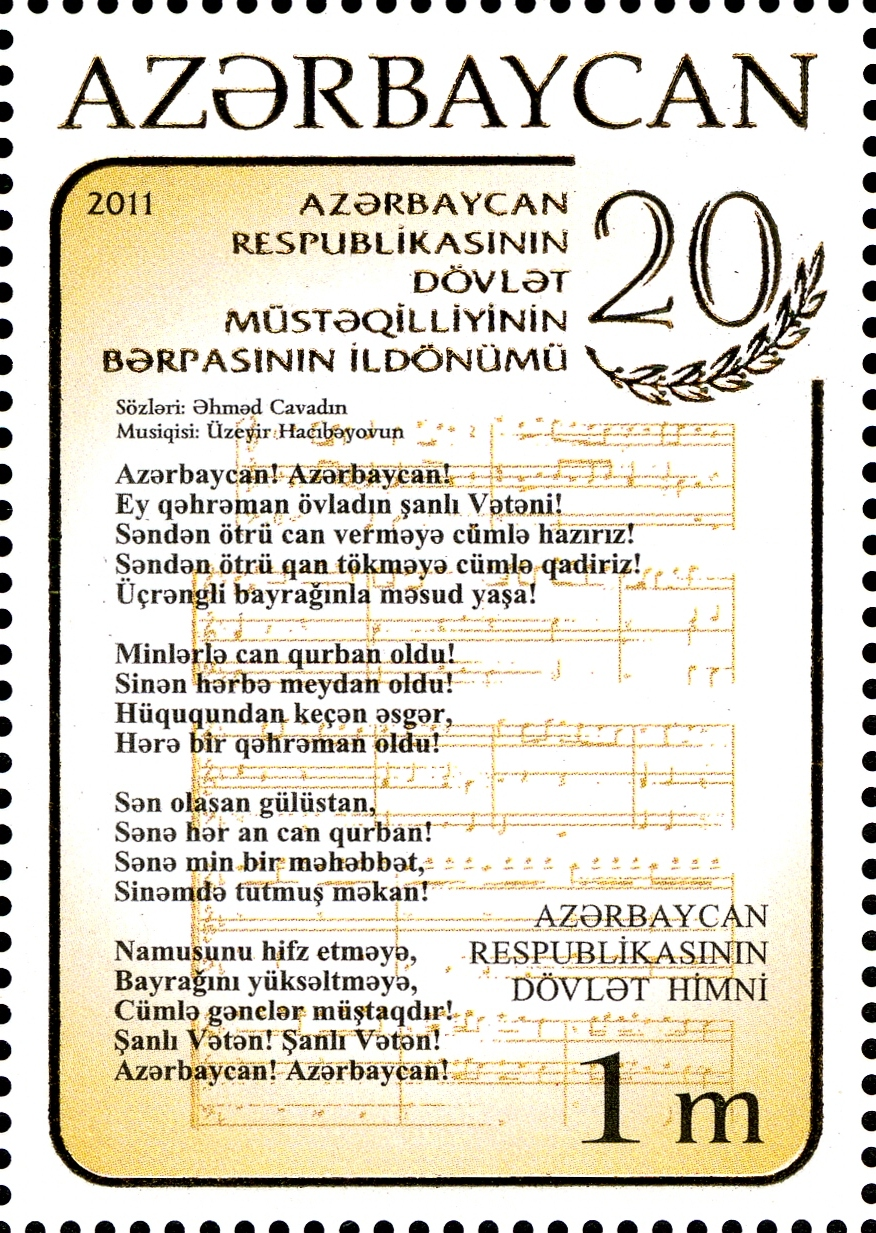
تمبر پستی صادر شده در سال ۲۰۱۱ که سرود ملی جمهوری آذربایجان بر روی آن نوشته شده

مارش آذربایجان (ترکی آذربایجانی: Azərbaycan marşı)، سرود ملی جمهوری آذربایجان است. این سرود توسط عُزیر حاجی‌بیگف، که یکی از مشهورترین موزیسین‌های سبک کلاسیک در شرق اروپا و آسیا در زمان خود بود، ساخته شد و شعر آن توسط احمد جواد به زبان ترکی آذربایجانی سراییده شده‌است. نسخه اولیه این سرود رسماً در سال ۱۹۲۰ طی فرمانی بتصویب رسید اما تنها پس از فروپاشی اتحاد جماهیر شوروی بود که حکومت جدید آن را به عنوان سرود ملی پذیرفت. شاعر در این سرود، بیشتر به ستایش وطن و پرچم جمهوری آذربایجان و آمادگی برای دفاع از کشور و آباد سازی وطن پرداخته‌است.

## شعر
| ترکی آذربایجانی با الفبای لاتین (رسمی) | ترکی آذربایجانی با الفبای سیریلیک | ترکی آذربایجانی با الفبای عربی-ترکی | ترجمه فارسی |
| Azərbaycan! Azərbaycan! Ey qəhrəman övladın şanlı Vətəni! Səndən ötrü can verməyə cümlə hazırız! Səndən ötrü qan tökməyə cümlə qadiriz! Üçrəngli bayrağınla məsud yaşa! Minlərlə can qurban oldu, Sinən hərbə meydan oldu! Hüququndan keçən əsgər, Hərə bir qəhrəman oldu! Sən olasan gülüstan, Sənə hər an can qurban! Sənə min bir məhəbbət Sinəmdə tutmuş məkan! Namusunu hifz etməyə, Bayrağını yüksəltməyə Cümlə gənclər müştaqdır! Şanlı Vətən! Şanlı Vətən! Azərbaycan! Azərbaycan! | Азәрбајҹан! Азәрбајҹан! Еј гәһрәман өвладын шанлы Вәтәни! Сәндән өтрү ҹан вермәјә ҹүмлә һазырыз! Сәндән өтрү ган төкмәјә ҹүмлә гадириз! Үчрәнҝли бајрағынла мәсуд јаша! Минләрлә ҹан гурбан олду, Синән һәрбә мејдан олду! Һүгугундан кечән әсҝәр, Һәрә бир гәһрәман олду! Сән оласан ҝүлүстан, Сәнә һәр ан ҹан гурбан! Сәнә мин бир мәһәббәт Синәмдә тутмуш мәкан! Намусуну һифз етмәјә, Бајрағыны јүксәлтмәјә Намусуну һифз етмәјә, Ҹүмлә ҝәнҹләр мүштагдыр! Шанлы Вәтән! Шанлы Вәтән! Азәрбајҹан! Азәрбајҹан! Азәрбајҹан! Азәрбајҹан | آذربایجان! آذربایجان! ای قهرمان اؤولادین شانلی وطنی! سندن اؤترو جان وئرمه‌یه ج‍ۆمله هازیریز! سندن اؤترو قان تؤکمه‌یه ج‍ۆمله قادیریز! اۆچرنگلی بایراغینلا مسعود یاشا! مینلرله جان قۇربان اوْلدو، سینه‌ن حربه مئیدان اوْلدو! حۆقوقوندان کئچن عسگر، هره بیر قهرمان اوْلدو! سن اوْلاسان گۆلوستان، سنه هر آن جان قۇربان! سنه مین بیر محبّت سینه‌مده تۇتموش مکان! ناموسونو حیفظ ائتمه‌یه، بایراغینی یۆکسلتمه‌یه ناموسونو حیفظ ائتمه‌یه، ج‍ۆمله گنجلر مۆشتاقدیر! شانلی وطن! شانلی وطن! آذربایجان! آذربایجان! | آذربایجان! آذربایجان! ای وطن پر افتخار فرزندان قهرمان! در رهت جملگی برای گذشتن از جان حاضریم! در رهت جملگی به ریختن خون قادریم! جاودان باش با پرچم سه رنگ خود! هزارن جان قربان شد، سینه‌ات میدان جنگ‌ها شد! سربازی که در رهت از جان گذشت، قهرمان شد! هر آن جانمان قربان تو باد، تا تو چون گلستان آباد شوی! در سینه‌ام جای گرفته هزار و یک محبت بسوی تو! برای حفظ ناموس تو، برای سربلندی پرچم تو، برای حفظ ناموس تو جملهٔ جوانانت مشتاقند! وطن پر افتخارم! وطن پر افتخارم! آذربایجان! آذربایجان! |